# Santa Cruz, Teotlalco
Santa Cruz är en ort i Mexiko.   Den ligger i kommunen Teotlalco och delstaten Puebla, i den sydöstra delen av landet, 110 km söder om huvudstaden Mexico City. Santa Cruz ligger 993 meter över havet och antalet invånare är 481.
Terrängen runt Santa Cruz är platt åt nordost, men åt sydväst är den kuperad. Runt Santa Cruz är det ganska glesbefolkat, med 30 invånare per kvadratkilometer. Närmaste större samhälle är Axochiapan, 4,5 km öster om Santa Cruz. I omgivningarna runt Santa Cruz växer huvudsakligen savannskog.